# Порядки величин (час)
Порядок величини дає приблизну оцінку відношення між двома величинами. Коли кажуть, що дві величини A і B різняться на N порядків, це означає, що їх відношення A/B приблизно дорівнює 10N або 10-N.
Основною одиницею часу в Міжнародній системі одиниць SI є секунда, скорочено "с". Також розповсюджені традиційні одиниці часу:
- 1 хв = 60 c (хвилина)
- 1 год = 3600 c (година)
- 1 д = 86400 c (день)
- 1 рік = 365,25 д = 31557600 c ((Юліанський) рік)

## Коротше ніж 10-6сек (1 мкс)
- 5,4× 10-44 c - Планківський час: масштаб часу, на якому закінчується валідність сучасних фізичних теорій
- 2× 10-22 c - період напіврозпаду ізотопу азоту 10N
- ≈ 1× 10-18 c) - найменший інтервал часу, який піддається вимірам за допомогою сучасних технологій[1]
- Від 1,3 до 2,5 фс (приблизно 2× 10-15 c) -- період коливань електромагнітного поля видимого світла
- 200 фс (2× 10-13 c) - швидкий хімічних реакцій, наприклад, реакцій пігментів в оці до світла
- 500 пс (5× 10-10 c) - час одного циклу для процесора з тактовою частотою 2 ГГц